# ماكسيمو خيريز
ماكسيمو خيريز (بالإسبانية: Máximo Jerez Tellería)‏ هو دبلوماسي نيكاراغوي، ولد في 6 يونيو 1818 في ليون، نيكاراغوا في نيكاراغوا، وتوفي في 11 أغسطس 1881 في ماناغوا في نيكاراغوا.